# Amyema mackayensis
Amyema mackayensis, o visco-de-manguezal, é uma espécie de planta pertencente ao género Amyema, uma planta hemiparasita epifítica da família Loranthaceae nativa da Austrália, encontrada ao longo das suas costas norte e leste em New South Wales, Queensland, Território do Norte e Austrália Ocidental, e também na Nova Guiné.

## Ecologia
A. mackayensis é encontrada ao longo da costa e em comunidades marítimas, em manguezais, em particular no Grey Mangrove (Avicennia marina). Moss & Kendall comentam que há evidências de que este visco acumula excesso de carga de sal nas folhas e que derrama mais tarde, reduzindo assim a sua carga.

## Taxonomia
A. mackayensis foi descrita pela primeira vez por Blakely em 1922 como Loranthus mackayensis, mas em 1929 foi colocado no género Amyema por Danser.